# Stranka Alenke Bratušek
Stranka Alenke Bratušek, deutsch Partei von Alenka Bratušek (SAB, ehemals slowenisch Zavezništvo Alenke Bratušek (ZaAB) ‚Bündnis von Alenka Bratušek‘ oder „Allianz von Alenka Bratušek“), war von 2014 bis 2022 eine politische Partei in Slowenien, die als linksliberal verortet wurde.

## Geschichte
Die Partei wurde am 31. Mai 2014 von Alenka Bratušek gegründet. An dem Gründungskongress in Ljubljana nahmen 250 Mitglieder, darunter die Abgeordneten Maša Kociper, Jerko Čehovin, Jani Möderndorfer, Maja Dimitrovski, die Minister Roman Jakič und Metod Dragonja, sowie der ehemalige Abgeordneten Peter Vilfan, teil. Der Parteigründung vorausgegangen war die Abwahl Bratušeks als Vorsitzende der Partei Pozitivna Slovenija, daraus folgend ihr Rücktritt als Ministerpräsidentin und das Auseinanderbrechen der Regierungskoalition.
Das Bündnis Alenka Bratušek errang bei der Parlamentswahl in Slowenien 2014 am 13. Juli 2014 4,34 % der gültigen Stimmen und damit 4 Sitze im Parlament. Nachdem die Partei nach ihrem Einzug ins Parlament von Demoskopen lange Zeit unter der Vier-Prozent-Hürde gesehen wurde und ihre Umfrageergebnisse zeitweise statistisch nicht mehr erfassbar waren, schaffte es die Partei bei der Parlamentswahl 2018 mit einem Ergebnis von 5,11 % wieder ins Parlament. Alenka Bratušek selbst verfehlte allerdings den erneuten Einzug ins Parlament aufgrund zu weniger Präferenzstimmen. Sie rückte erst im Laufe der Legislatur für einen ausgeschiedenen Abgeordneten nach. Die Partei beteiligte sich nach den Wahlen an der Regierung unter Ministerpräsident Marjan Šarec. Alenka Bratušek übernahm das Infrastrukturministerium und war stellvertretende Ministerpräsidentin. Dem nach dem Rücktritt Šarecs im März 2020 gebildeten neuen Kabinett unter Janez Janša gehörte die Partei nicht mehr an und wechselte in die Opposition.
Bei den Parlamentswahlen 2022 verlor die Partei an Stimmen. Mit 2,61 % verfehlte sie den Einzug in die Staatsversammlung. Wahlgewinner war die neugegründete Partei Gibanje Svoboda (GS) des ehemaligen stellvertretenden Vorsitzenden Robert Golob, der die SAB zuvor verlassen hatte. Obgleich sowohl die SAB als auch die liberale Liste Marjan Šarec (LMŠ) keine Abgeordneten ins Parlament entsenden konnten, bat der designierte Ministerpräsident Golob sowohl Bratušek als auch Šarec Ministerposten in seinem Kabinett an. Der Parteivorstand der SAB sprach sich für von Golob angestoßene Fusionsverhandlungen mit der GS und der LMŠ aus. Im Juli 2022 wurde die Fusion vollzogen und die SAB aus dem Parteienregister gelöscht.
Seit November 2014 war die Partei Mitglied der Allianz der Liberalen und Demokraten für Europa (ALDE).